# Franck Passi
Pour les articles homonymes, voir Passi (homonymie).
Franck Passi, né le 28 mars 1966 à Bergerac, est un footballeur puis entraîneur français. Il évoluait au poste de milieu de terrain avant de se reconvertir comme entraîneur. Il est de octobre 2022 à septembre 2023 entraîneur adjoint à l'Olympique lyonnais.
Formé au Montpellier La Paillade SC, il évolue ensuite à l'Olympique de Marseille puis au Toulouse FC, au Sporting Toulon Var, à l'AS Monaco FC avant de rejoindre l'Espagne où il joue quatre saisons à la SD Compostelle puis de terminer sa carrière professionnelle à Bolton.
Champion d'Europe espoir en 1988 avec l'équipe de France espoirs, il est le frère de Gérald Passi, international français à la fin des années 1980.
Il est le père de Bryan Passi, footballeur qui évolue au poste de défenseur central aux Chamois niortais.

## Biographie

### Carrière de joueur
Franck Passi commence le football à l'AS Béziers, où son père, Camille Passi, est dirigeant après avoir été joueur, puis rejoint le Montpellier La Paillade SC qui évolue en Division 2. Après trois saisons, il rejoint l'Olympique de Marseille au début des années Tapie.
Après quatre saisons pleines en Espagne et après la relégation du club en D2 espagnole, il quitte Saint-Jacques-de-Compostelle et finit sa carrière dans un club de D2 anglaise, le Bolton Wanderers.
Avec l'équipe de France espoirs, il est Champion d'Europe des Nations Espoirs en 1988 en battant la Grèce en finale.

### Carrière d'entraîneur

#### SF Compostelle (2004)
Il devient l'entraîneur adjoint à Compostelle puis, pour terminer la saison, entraîneur principal en 2004 à la suite du départ de Pichi Lucas. La saison suivante, il rejoint l'AS Cannes en tant que préparateur physique pendant une saison avant de devenir l’entraîneur adjoint de Gérard Bernardet jusqu'au départ de celui-ci en fin de saison.
En juin 2006, il rejoint la cellule de recrutement de l'Olympique de Marseille. Il est chargé de superviser les adversaires tout en repérant de futurs talents. Il devient en 2010, à la suite du limogeage de Michel Flos, l'entraîneur de l'équipe réserve de l'Olympique de Marseille.

#### Olympique de Marseille (2012-2016)
À la suite du départ de Didier Deschamps, il est nommé entraîneur adjoint aux côtés d'Élie Baup par l'Olympique de Marseille. Il reste entraîneur adjoint quand ce dernier est remplacé par José Anigo puis par Marcelo Bielsa.
Le 8 août 2015, à la suite de la démission surprise de l'Argentin au début du championnat, il est nommé entraîneur par intérim de l'Olympique de Marseille par Vincent Labrune. Il prend place pour la première fois sur le banc de l'OM en tant qu'entraîneur principal lors d'un déplacement au Stade de Reims (défaite 1-0) le 16 août 2015 avant d'être remplacé par Míchel. À la suite de l'arrivée de l'entraîneur espagnol, il retrouve son rôle d'entraîneur adjoint. C'est le quatrième entraîneur de l'OM auprès duquel il est l'adjoint. Le 19 avril 2016, ce dernier est limogé et Franck Passi est de nouveau nommé entraîneur du club jusqu'au terme de la saison. Il est alors secondé par Basile Boli, nommé coordinateur sportif. Le lendemain de sa nomination, il qualifie le club pour la finale de la Coupe de France à la suite d'un succès un but à zéro face au FC Sochaux. Lors de la finale, son équipe s'incline quatre buts à deux face au Paris SG. Il commence la saison 2016-2017 sur le banc jusqu'à ce que le club soit vendu à Frank McCourt qui décide de nommer Rudi Garcia à sa place le 20 octobre 2016. Les nouveaux dirigeants du club lui proposent un poste mais il refuse et après de longues négociations sur son indemnité de départ, il quitte officiellement l'OM le 7 décembre 2016 d'un accord à l'amiable.

#### LOSC Lille (2017)
Le 14 février 2017, il devient entraîneur du Lille OSC qui a vu l'arrivée d'un nouveau propriétaire quelques semaines plus tôt. Il signe jusqu'à la fin de la saison en attendant l'arrivée de Marcelo Bielsa qui doit prendre la relève pour la saison 2017-2018.

#### AS Monaco (2019)
Le 20 décembre 2018, il devient entraîneur adjoint de Thierry Henry à l'AS Monaco, aux côtés de Kwame Ampadu et de João Tralhão. Il retrouve donc le club qu'il a côtoyé en tant que joueur durant la saison 1993-1994, et apporte avec lui son expérience de la Ligue 1 pour redresser la courbe des résultats de l'AS Monaco, 19e de Ligue 1 à la 18e journée.
Le 25 janvier 2019, à la suite de la mise à l'écart de Thierry Henry et en attendant le retour de Leonardo Jardim, il assure l'intérim pour le match contre le Dijon FCO (défaite 2-0).

#### Chamois niortais FC (2020)
Le 13 janvier 2020, il arrive à la tête des Chamois niortais en Ligue 2 et succède à Pascal Plancque. Il place le club à la 18e place avant l'arrêt du championnat à cause de la pandémie de Covid-19, assurant ainsi le maintien du club. Le 8 juin 2020, le club annonce qu'il ne prolongera pas son aventure à Niort.

#### Al-Rayyan SC (2020-2022)
Le 19 décembre 2020, il devient l'entraîneur adjoint de Laurent Blanc à Al Rayyan SC au Qatar. Il quitte le club en 2022.

#### Olympique lyonnais (2022-2023)
Le 9 octobre 2022, à la suite du licenciement de Peter Bosz et à la nomination de Laurent Blanc en tant que nouvel entraîneur de l’Olympique lyonnais, Franck Passi est nommé entraîneur adjoint de l’Olympique lyonnais,.

#### Al-Ittihad (2024-)
En 2024, il rejoint Laurent Blanc à Al-Ittihad Club en tant qu'entraîneur adjoint.

## Statistiques

### Statistiques de joueur
| Saison                | Club                   | Championnat           | Championnat | Championnat | Coupe(s) nationale(s) | Coupe(s) nationale(s) | Compétition(s) continentale(s) | Compétition(s) continentale(s) | Compétition(s) continentale(s) | Total | Total |
| Saison                | Club                   | Division              | M.          | B.          | M.                    | B.                    | Comp.                          | M.                             | B.                             | M.    | B.    |
| 1983-1984             | Montpellier HSC        | Ligue 1               | 18          | 0           | -                     | -                     | -                              | -                              | -                              | 18    | 0     |
| 1984-1985             | Montpellier HSC        | Ligue 2               | 32          | 0           | 3                     | 0                     | -                              | -                              | -                              | 35    | 0     |
| 1985-1986             | Montpellier HSC        | Ligue 2               | 33          | 0           | 5                     | 2                     | -                              | -                              | -                              | 38    | 2     |
| 1986-1987             | Olympique de Marseille | Ligue 1               | 26          | 2           | 4                     | 1                     | -                              | -                              | -                              | 30    | 3     |
| 1987-1988             | Olympique de Marseille | Ligue 1               | 26          | 0           | -                     | -                     | C2                             | 5                              | 0                              | 31    | 0     |
| 1988-1989             | Toulouse FC            | Ligue 1               | 32          | 1           | 3                     | 0                     | -                              | -                              | -                              | 35    | 1     |
| 1989-1990             | Toulouse FC            | Ligue 1               | 38          | 1           | 1                     | 0                     | -                              | -                              | -                              | 39    | 1     |
| 1990-1991             | Sporting Toulon Var    | Ligue 1               | 36          | 0           | 3                     | 1                     | -                              | -                              | -                              | 39    | 1     |
| 1991-1992             | Sporting Toulon Var    | Ligue 1               | 27          | 1           | 2                     | 0                     | -                              | -                              | -                              | 29    | 1     |
| 1992-1993             | Sporting Toulon Var    | Ligue 1               | 16          | 1           | -                     | -                     | -                              | -                              | -                              | 16    | 1     |
| 1993-1994             | AS Monaco              | Ligue 1               | 15          | 0           | -                     | -                     | C1                             | 4                              | 0                              | 19    | 0     |
| 1994-1995             | SD Compostelle         | Liga                  | 34          | 2           | 3                     | 0                     | -                              | -                              | -                              | 37    | 2     |
| 1995-1996             | SD Compostelle         | Liga                  | 35          | 0           | 5                     | 0                     | -                              | -                              | -                              | 40    | 0     |
| 1996-1997             | SD Compostelle         | Liga                  | 38          | 1           | 5                     | 0                     | -                              | -                              | -                              | 43    | 1     |
| 1997-1998             | SD Compostelle         | Liga                  | 35          | 1           | 4                     | 0                     | -                              | -                              | -                              | 39    | 1     |
| 1998-1999             | SD Compostelle         | Liga Adelante         | 37          | 2           | 4                     | 0                     | -                              | -                              | -                              | 41    | 2     |
| 1999-2000             | Bolton Wanderers       | Championship          | 15          | 0           | 6                     | 0                     | -                              | -                              | -                              | 21    | 0     |
| 2000-2001             | Bolton Wanderers       | Championship          | 23          | 0           | 5                     | 0                     | -                              | -                              | -                              | 28    | 0     |
| Total sur la carrière | Total sur la carrière  | Total sur la carrière | 516         | 12          | 53                    | 4                     | -                              | 9                              | 0                              | 578   | 16    |

### Statistiques d’entraîneur
| Saison    | Club                   | Division                   | Pays | Matchs | Victoires | Nuls | Défaites | % Victoires |
| --------- | ---------------------- | -------------------------- | ---- | ------ | --------- | ---- | -------- | ----------- |
| 2004      | SD Compostelle         | Segunda División B         |      | 1      | 0         | 0    | 1        | 0,00%       |
| 2015      | Olympique de Marseille | Ligue 1                    |      | 1      | 0         | 0    | 1        | 0,00%       |
| 2016      | Olympique de Marseille | Ligue 1                    |      | 15     | 5         | 5    | 5        | 33,33%      |
| 2017      | LOSC Lille             | Ligue 1                    |      | 15     | 7         | 2    | 6        | 46,67%      |
| 2019      | AS Monaco              | Ligue 1                    |      | 1      | 0         | 0    | 1        | 0,00%       |
| 2020      | Chamois Niortais FC    | Ligue 2                    |      | 8      | 2         | 3    | 3        | 25,00%      |
| 2004-2020 | Total Carrière         | Segunda División B Ligue 1 |      | 41     | 14        | 10   | 17       | 34,15%      |

## Palmarès

### Palmarès de joueur

#### En club
- Olympique de Marseille
  - Vice-champion de France en 1987
  - Finaliste de la Coupe de France en 1987

#### En sélection
- Équipe de France espoirs
  - Champion d'Europe espoirs en 1988

#### Distinctions personnelles
- Élu révélation de l'année France Football en 1988

### Palmarès d'entraîneur
- Olympique de Marseille
  - Finaliste de la Coupe de France en 2016